# Бартельс, Мартин Фёдорович
Ма́ртин Фёдорович Ба́ртельс (Иоганн Христиан Мартин Бартельс, нем. Johann Christian Martin Bartels; 12 августа 1769, Брауншвейг — 8 [20] декабря 1836, Тарту) — немецкий, позже российский математик и педагог, которому довелось быть учителем двух исследователей неевклидовой геометрии — Гаусса и Лобачевского. С 1808 года жил в России. Член-корреспондент Петербургской академии наук (1826).

## Биография
Бартельс родился в Брауншвейге, в рабочей семье. Ещё в детстве проявил математические способности. Некоторое время работал в местном училище, помогал преподавателю (1783 год), а затем и сам стал преподавать там математику. Здесь он познакомился с юным Гауссом, который поступил в училище около 1790 года. Бартельс оценил талантливого ученика и всячески ему помогал. Особенно важно то, что Бартельс сумел выхлопотать Гауссу стипендию от герцога Брауншвейгского, которая позволила будущему «королю математиков» продолжить обучение. Гаусс всегда очень тепло относился к своему первому учителю, и дружеская переписка между ними продолжалась до 1823 года.
В 1791 году Бартельс прослушал лекции по математике, физике, астрономии и другим естественным наукам — сначала в Хельмштедте, а затем в Гёттингене, где снова встретился с Гауссом. С 1800 года он становится профессором в Райхенау (Швейцария). На жизнь зарабатывает частными уроками.
В 1802 году Бартельс женился на Анне Магдалене Залуц (нем. Anna Magdalena Saluz). В 1803 году Бартельс вернулся в Германию и занял кафедру философии в Йенском университете.
В это время в России открылся Императорский Казанский университет, и ощущалась острая нехватка преподавателей. Степан Румовский, один из первых русских академиков, назначенный попечителем Казанского университета, пригласил Бартельса на кафедру математики. Вначале Бартельс отклонил это предложение, но в 1806 году, после войны с Наполеоном, в германских княжествах началась разруха, и оставшийся без средств Бартельс принял предложение Румовского. С 1808 года начинается русский период в его биографии. В России Бартельса именовали Мартин Фёдорович.
В Казани Бартельс провёл 12 лет. Он преподавал там анализ, алгебру, геометрию, тригонометрию, механику и астрономию, а также несколько спецкурсов. Почти одновременно с Бартельсом (1807) в университет поступил 14-летний студент, будущий великий геометр, Николай Лобачевский, в судьбе которого Бартельс сыграл немалую роль, способствуя расцвету его таланта и защищая своевольного студента от административного произвола. Среди студентов Бартельса были также будущий известный астроном И. М. Симонов и будущий академик Д. М. Перевощиков.
После одной из кадровых перетрясок в университете (1820) Бартельс совершил последний в своей жизни переезд — в Дерпт и создал в Дерптском университете научную школу по дифференциальной геометрии. В должности ординарного профессора чистой и прикладной математики (утверждён в январе 1821 года) он оставался в Дерпте до конца жизни. Был избран деканом физико-математического факультета. Читал также лекции по истории математики.
В 1823 году получил чин тайного советника. Избран членом-корреспондентом Петербургской академии наук в 1826 году. За многолетнюю преподавательскую деятельность, указом императора Николая I награждён бриллиантовым перстнем.
Дочь Бартельса, Иоганна, стала второй женой выдающегося русского астронома В. Я. Струве, первого директора Пулковской обсерватории; у них было шесть детей, из них четверо пережили отца.

## Бартельс и неевклидова геометрия
Сам Бартельс не занимался неевклидовой геометрией и к идеям Лобачевского отнёсся отрицательно . Немецкий геометр Феликс Клейн при подготовке своей монографии «Неевклидова геометрия» высказал предположение, что идеи Лобачевского получили первый толчок, когда Лобачевский узнал у Бартельса о работах Гаусса на эту тему. Историки науки проверили эту гипотезу и пришли к мнению, что она бездоказательна и противоречит известным фактам, поэтому Клейн убрал из текста монографии упоминание о своей гипотезе. В настоящее время считается, что все основатели неевклидовой геометрии (Гаусс, Лобачевский и Бойяи) пришли к своим открытиям независимо.

## Труды
В основном Бартельс работал в области математического анализа и аналитической геометрии.
- Disquisitiones quattuor ad theoriam functionum analyticarum pertinentes, Dorpati 1822.
- Aperçu abrégé des formules fondamentales de la géometrie à trois dimensions 1825 в Mémoirs présentés par divers savants à l'Académie de sciences de St.-Pétersbourg, tom. I, livг. 1.
- Vorlesungen über mathematische Analysis mit Anwendung auf Geometrie, Mechanik und Wahrscheinlichkeilslehre. Dorpat, I-stes Band 1833, II-stes Band 1837. Этот содержательный курс анализа остался незавершённым, второй том опубликован посмертно. В первом томе представляет интерес краткая автобиография.